# Zubieta (manzana)
Zubieta es el nombre de una variedad cultivar de manzano (Malus domestica). Esta manzana está cultivada en diversos viveros entre ellos algunos dedicados a conservación de árboles frutales en peligro de desaparición. La manzana 'Zubieta Sagarra' es originaria de Guipúzcoa (comarca de San Sebastián), donde tuvo su mejor época de cultivo comercial en la década de 1960, y actualmente en menor medida aún se encuentra, siendo cultivada para la elaboración de sidra.

## Sinónimos
- "Manzana Zubieta",[7][8][9]
- "Zubieta Sagarra".

## Historia
'Zubieta' es una variedad de manzana cultivada en Guipúzcoa está considerada incluida en las variedades locales autóctonas muy antiguas, cuyo cultivo se centraba en comarcas muy definidas. Se caracterizaban por su buena adaptación a sus ecosistemas y podrían tener interés genético en virtud de su adaptación. Estas se podían clasificar en dos subgrupos: de mesa y de sidra (aunque algunas tenían aptitud mixta).
'Zubieta' es una variedad mixta, clasificada como de mesa, también se utiliza en la elaboración de sidra; difundido su cultivo en el pasado por los viveros comerciales y cuyo cultivo en la actualidad se ha reducido a huertos familiares y jardines privados.

## Características
El manzano de la variedad 'Zubieta' tiene un vigor fuerte; florece a finales de abril; tubo del cáliz en forma de embudo corto, y con los estambres situados en su mitad.
La variedad de manzana 'Zubieta' tiene un fruto de tamaño grande; forma globosa, más ancha que alta, con un lado más desarrollado, y con contorno irregular; piel fina y blanda, algo cerosa; con color de fondo amarillo, siendo el color del sobre color rojizo cobre, importancia del sobre color medio, siendo su reparto en chapa, con chapa levemente rojiza-cobriza en la zona de insolación, acusa punteado uniforme pequeño y ruginoso con aureola del color del fondo, y una sensibilidad al "russeting" (pardeamiento áspero superficial que presentan algunas variedades) débil; pedúnculo regular y fuerte, como máximo a la altura de los bordes, anchura de la cavidad peduncular es amplia, profundidad de la cavidad pedúncular es profunda con los bordes irregulares, fondo limpio, y con una  importancia del "russeting" en cavidad peduncular media; anchura de la cavidad calicina bastante ancha, profundidad de la cav. calicina poco profunda, fruncido en las paredes de la cavidad marcando como pétalos esculpidos junto con los abultamientos en la base de los sépalos, y de la importancia del "russeting" en cavidad calicina muy débil; ojo pequeño y cerrado; sépalos triangulares y muy carnosos en la base.
Carne de color blanco; textura crujiente, y fina, muy jugosa, fundente; sabor característico de la variedad, aromático e insípido; corazón de tamaño medio, desplazado; eje abierto; celdas arriñonadas, cartilaginosas; semillas aristadas, puntiagudas, de tamaño medio, color marrón claro uniforme.
La manzana 'Zubieta' tiene una época de maduración y recolección media en el otoño, se recolecta desde mediados de octubre a mediados de noviembre. Tiene uso mixto pues se usa como manzana de cocina, y también como manzana para elaboración de sidra.